# Leif Erikson
Leif Erikson (en nórdico antiguo Leifr Eiríksson), apodado El afortunado (Leifur heppni) (c. 970-c. 1020), fue un explorador nórdico considerado como uno de los primeros europeos que llegó a América del Norte.[cita requerida] Su patronímico, Erikson, se puede escribir también como Ericsson, Eiríksson o Ericson.
Según las sagas de los islandeses, estableció una asentamiento nórdico en Vinland, que generalmente se interpreta como la costa de América del Norte. Existe una especulación continua sobre que el asentamiento realizado por Leif y su tripulación corresponde a los restos de un asentamiento nórdico encontrado en Terranova, Canadá, llamado L'Anse aux Meadows, que fue ocupado hace 1000 años (las estimaciones de datación del carbono son entre 990–1050 CE), sin embargo el contenido que narran las sagas de los islandeses (que describen un asentamiento permanente en Vinland) se contradice con los yacimientos arqueológicos, las evidencias encontradas en el sitio apuntan a que se trataba de un asentamiento temporal.
En 1929, la Cámara Legislativa de Wisconsin aprobó un proyecto de ley para hacer del 9 de octubre el «Día de Leif Erikson» en el estado. En 1964, el Congreso de los Estados Unidos autorizó y pidió al presidente que proclamara el 9 de octubre de cada año como «Día de Leif Erikson».

## Vida
Leif fue el segundo de los hijos del explorador noruego Erik el Rojo (que en 985 fundó el primer asentamiento vikingo en Groenlandia, poco después de haber sido exiliado de Islandia) y de su esposa Theodhild, y el nieto de Thorvald Asvaldsson. Su año de nacimiento se suele fechar en torno al 970. A pesar de que su lugar de nacimiento no esté referenciado en las sagas, es probable que naciera en Islandia, donde se conocieron sus padres, posiblemente en algún lugar a las afueras de Breiðafjörður y probablemente en la granja donde la familia de Theodhild pudo haberse establecido. Leif tuvo dos hermanos cuyos nombres eran Thorsteinn y Thorvald, y una hermana, Freydís.
Thorvald Asvaldsson fue desterrado de Noruega por homicidio y se exilió en Islandia acompañado por el joven Erik. Cuando el propio Erik fue desterrado de Islandia viajó hacia el oeste a una tierra a la que llamó Groenlandia donde estableció el primer asentamiento permanente en el año 986. A Tyrker, uno de los esclavos de Erik, le fue confiado especialmente el cuidado de los hijos de Erik. De este modo Leif se referirá a él como su padre adoptivo.
A Erikson se le atribuye la cristianización de Groenlandia, pero el profesor Jón Jóhannesson demostró que la misión evangelizadora nunca tuvo lugar y que fue un invento de finales del siglo XII, obra del monje Gunnlaugr Leifsson. El argumento es algo intrincado, pero en resumen se orienta a la cantidad de presuntos países que fueron «convertidos» por Olaf Tryggvason en apenas cinco años de reinado.
En 999 visitó Noruega y se convirtió al cristianismo, siendo bautizado bajo amparo del rey Olaf Tryggvason, pasando el invierno con él. Alrededor del año 1000, guiado por los relatos del comerciante Bjarni Herjólfsson, se dirigió hacia el oeste y pasó un invierno en una tierra a la que denominó Vinland y que describió como abundante en salmones y pastizales. Su campamento constituiría el primer asentamiento europeo en América, sin que esto constituya un "descubrimiento" hecho que exigiria el conocimiento por parte Vikinga de que estaban en un continente distinto y un posterior ejercicio de divulgacion de ese saber, quinientos años antes que Cristóbal Colón. Es probable que los vikingos se hubieran aprovisionado de madera en la costa noreste canadiense (en Groenlandia no hay bosques) hasta mediados del siglo XIV.

### Familiares y descendencia
Su hermano Thorvald Eriksson fue el primer europeo en tener contacto con amerindios. El campamento, Leifsbúðir, estaba ubicado en el extremo norte de la isla de Terranova, posiblemente en el lugar conocido actualmente como L'Anse aux Meadows y duró solo unos años antes de ser abandonado. Esto probablemente se debió al clima, a problemas internos y sobre todo a los enfrentamientos con los nativos (que los vikingos llamaban presumiblemente skrælingjar).
Las sagas solo mencionan una relación con una mujer de las Hébridas llamada Þórgunna, quien concibió un hijo considerado ilegítimo, Þorgils Leifsson (n. 1000).

## Descubrimiento de Vinland

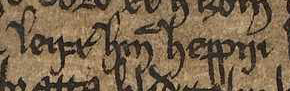
Las palabras Leifr hinn heppni, "Leif el Afortunado", escritas a principios del en Hauksbók, el manuscrito más antiguo de la Saga de Erik el Rojo.

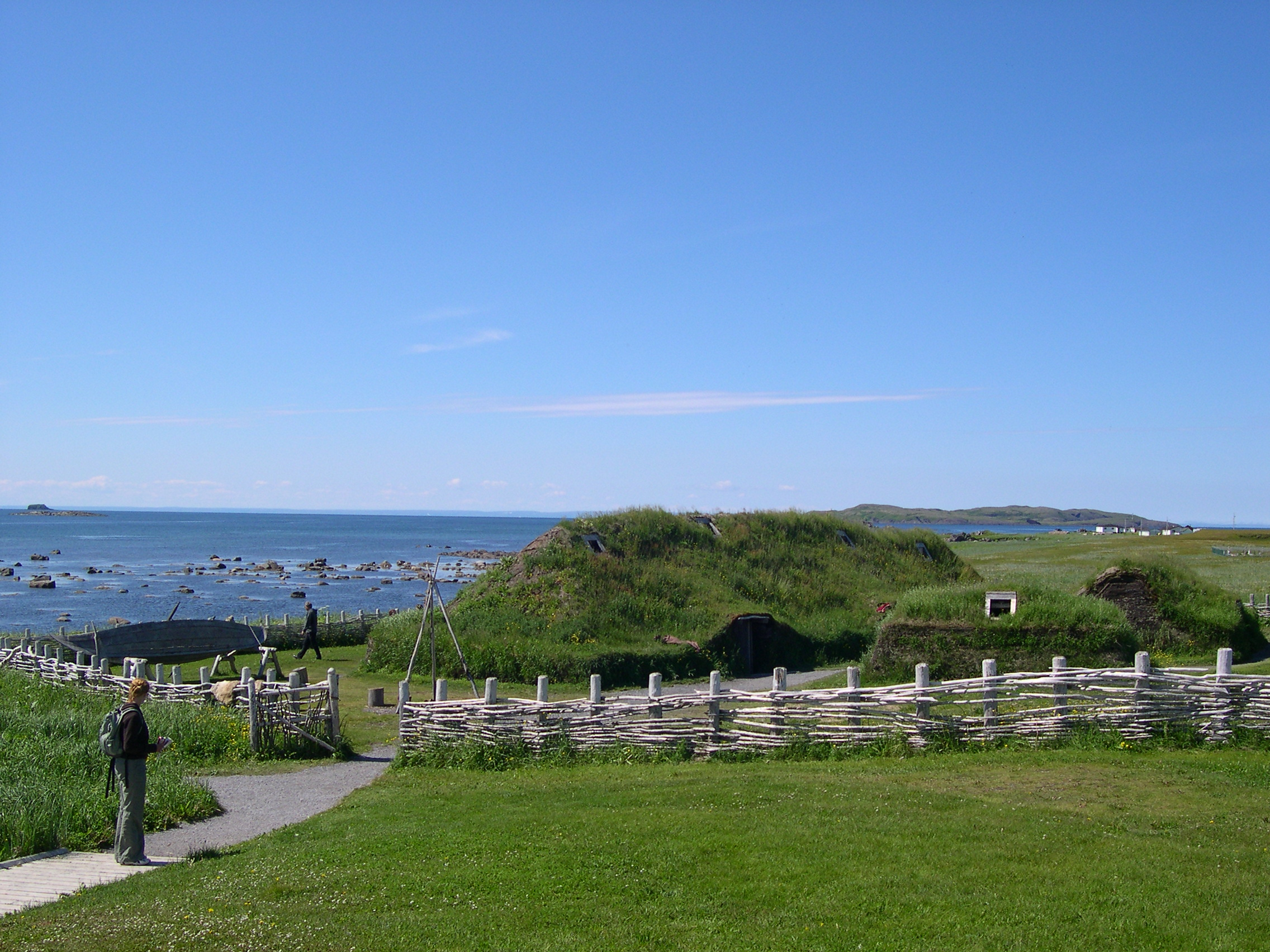
Recreación moderna del sitio nórdico en L'Anse aux Meadows. El sitio fue ocupado originalmente hacia 1021 y catalogado por la UNESCO como Patrimonio de la Humanidad en 1968.

La saga de Erik el Rojo y la saga de los groenlandeses, que se cree que fueron escritas alrededor de 1200, contienen diferentes relatos de los viajes a Vinland (generalmente interpretado como la costa de América del Norte). Las únicas dos menciones estrictamente históricas conocidas de Vinland se encuentran en la obra de Adán de Bremen hacia 1075 y en el Libro de los islandeses, compilado hacia 1122 por Ari el Sabio.

### Información en laSaga de Erik el Rojo
Según esta saga, Leif descubrió Vinland después de perder su rumbo en su camino de Noruega a Groenlandia. Antes de este viaje, Leif había pasado un tiempo en la corte del rey noruego Olaf Tryggvesson, donde se había convertido al cristianismo. Cuando Leif se encontró con la tormenta que lo obligó a desviarse, estaba en camino de presentar el cristianismo a los groenlandeses. Después de llegar a una costa desconocida, la tripulación desembarcó y exploró la zona. Encontraron uvas silvestres, trigo sembrado por ellos mismos y arces. Después, cargaron su barco con muestras de estos bienes recién encontrados y navegaron hacia el este, hacia Groenlandia, rescatando a un grupo de marineros náufragos en el camino. Por este acto, y por convertir la Groenlandia nórdica al cristianismo (aunque se ha demostrado que tal conversión nunca ocurrió), Leif se ganó el apodo de "Leif el Afortunado". Leif no regresó a Vinland, pero sí lo hicieron otros de Groenlandia e Islandia, incluido Thorfinn Karlsefni.

### Información  en laSaga de los Groenlandeses
Según esta saga, Leif no fue el primer europeo en descubrir Vinland. En cambio, Bjarni Herjólfsson y su tripulación, en un viaje de Islandia a Groenlandia, fueron alcanzados por el viento y la niebla, no llegaron al extremo sur de Groenlandia y se encontraron con una costa desconocida. Creyendo que estaba en otro lugar que no era Groenlandia, no desembarcaron sino que continuaron navegando y encontraron dos costas adicionales que no se correspondían con su comprensión de Groenlandia. Después de navegar de regreso al este, finalmente llegaron a su destino original y luego contaron sus descubrimientos.
Aproximadamente 15 años después, Leif se acercó a Bjarni, compró su barco, reunió una tripulación de treinta y cinco hombres y montó una expedición hacia la tierra que Bjarni había descrito. Su padre Erik estaba dispuesto a unirse a él, pero abandonó después de caerse de su caballo camino al barco, un incidente que interpretó como un mal presagio. Leif siguió la ruta de Bjarni a la inversa y atracó primero en un lugar rocoso y desolado al que llamó Helluland (Tierra de rocas planas; posiblemente la isla de Baffin o la parte norte de Labrador). Después de aventurarse más por mar, atracó por segunda vez en un lugar boscoso al que llamó Markland (Tierra forestal; posiblemente cerca de Cabo Porcupine, Labrador). Después de dos días más en el mar, desembarcó en una isla al norte (posiblemente Belle Isle) y luego regresó al continente, pasando por un cabo en el lado norte (quizás Cabo Bauld). Navegaron hacia el oeste y desembarcaron en una zona verde con un clima templado y abundantes reservas de salmón. Cuando se acercaba el invierno, decidió acampar allí y envió grupos a explorar el país. Durante una de estas exploraciones, Tyrker descubrió que el terreno estaba lleno de vides y uvas. Por lo tanto, Leif llamó a la tierra Vinland ('Wineland'). Allí, él y su equipo construyeron un pequeño asentamiento, que los visitantes posteriores de Groenlandia llamaron Leifsbudir (Cabinas de Leif).
Después de haber pasado el invierno en Vinland, Leif regresó a Groenlandia en la primavera con un cargamento de uvas y madera. En el viaje de regreso, rescató a un náufrago islandés y su tripulación, lo que le valió el apodo de "Leif el Afortunado". Leif nunca regresó a Vinland, pero otros de Groenlandia e Islandia sí lo hicieron.

### Evidencia arqueológica de Vinland
La mayoría de los investigadores y académicos coinciden en que Vinlandia era una región de América del Norte.
Una investigación realizada a principios de la década de 1960 por el explorador noruego Helge Ingstad y su esposa, la arqueóloga Anne Stine Ingstad, identificó un sitio nórdico ubicado en el extremo norte de Terranova. Se ha sugerido que este sitio, conocido como L'Anse aux Meadows (estimaciones de datación por carbono entre 990 y 1050 d. C. y análisis de anillos de árboles que datan del año 1021)) podría ser Leifsbudir. Los Ingstad demostraron que los nórdicos habían llegado a América unos 500 años antes que Cristóbal Colón. La evidencia arqueológica posterior sugiere que Vinland pudo haber sido las áreas alrededor del Golfo de San Lorenzo y que el sitio de L'Anse aux Meadows era una estación de reparación de barcos y un punto de referencia para los viajes allí. Esto no contradice necesariamente la identificación de L'Anse aux Meadows como Leifsbudir ya que las dos sagas parecen describir Vinland como una región más amplia que incluía varios asentamientos. La Saga de Erik el Rojo menciona otros dos asentamientos en Vinland: uno llamado Straumfjǫrðr, que se encontraba más allá del promontorio de Kjalarnes y Wonderstrands, y otro llamado Hóp, que se encontraba aún más al sur.

## Galería

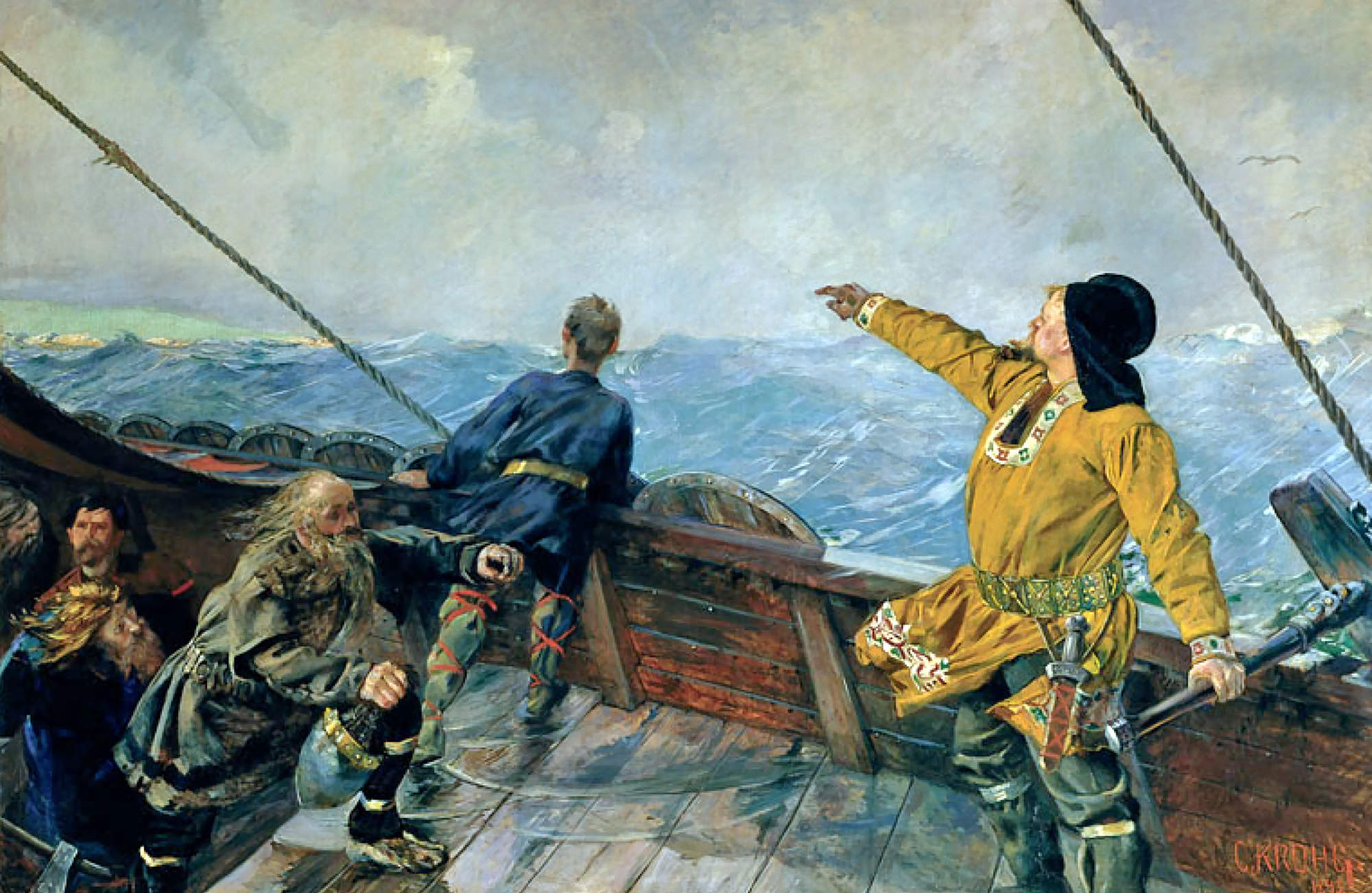
Leif Erikson descubre América, por Christian Krohg (1893).
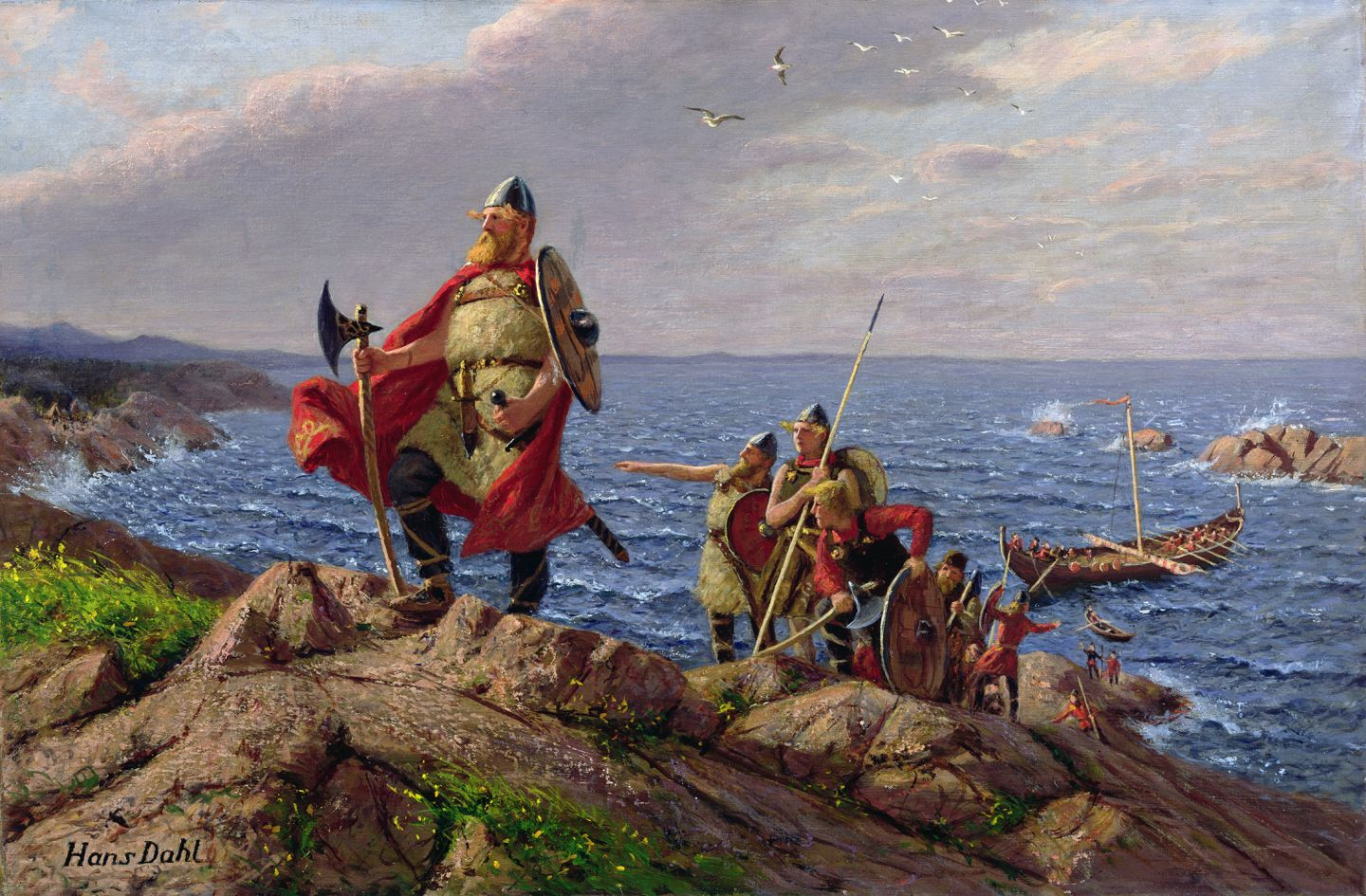
Leif Eriksson Discovers America («Leif Erikson descubre América») por Hans Dahl (1849–1937).
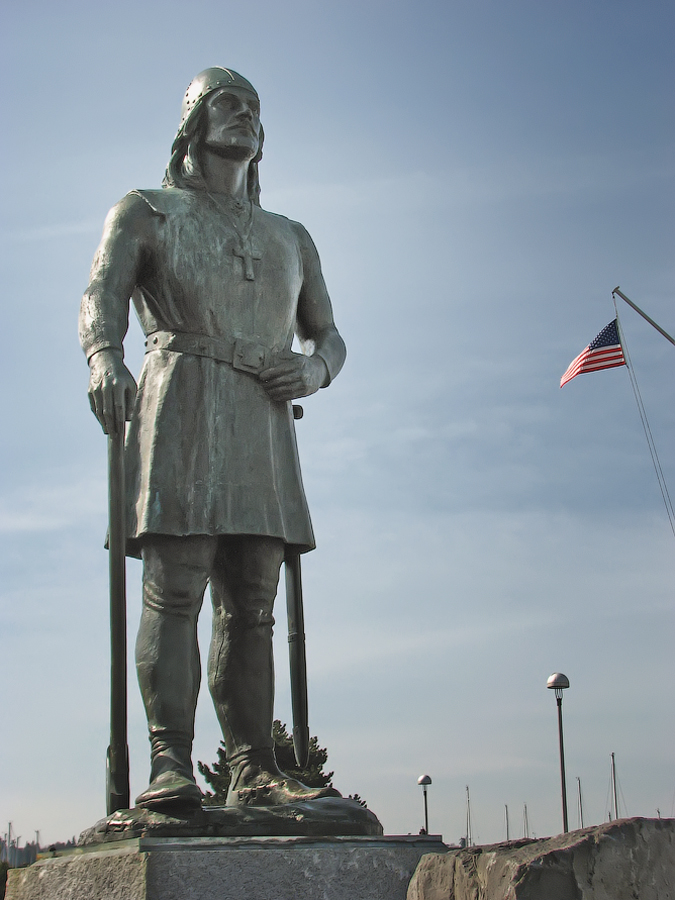
Estatua memorial de Leif Eriksson en Shilshole Bay Marina, Puerto de Seattle.
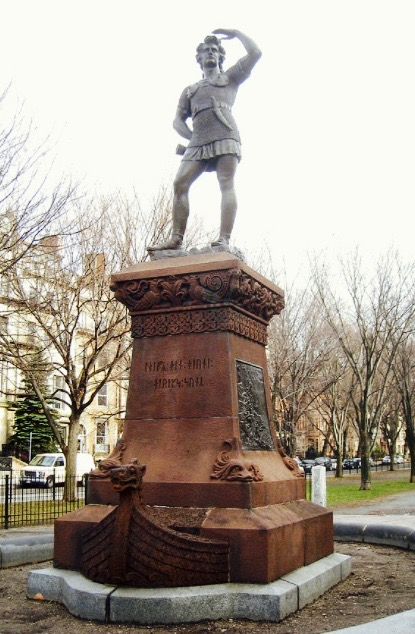
Estatua de Leif Erikson en Boston.